# Gylfi Sigurðsson
En aquest nom islandès, el darrer nom és un patronímic, no pas un cognom. La manera de referir-se a aquesta persona és pel nom de pila.
Gylfi Þór Sigurðsson (9 de setembre de 1989) és un futbolista islandès que juga per l'Everton FC com a centrecampista.